# Sancy (diament)

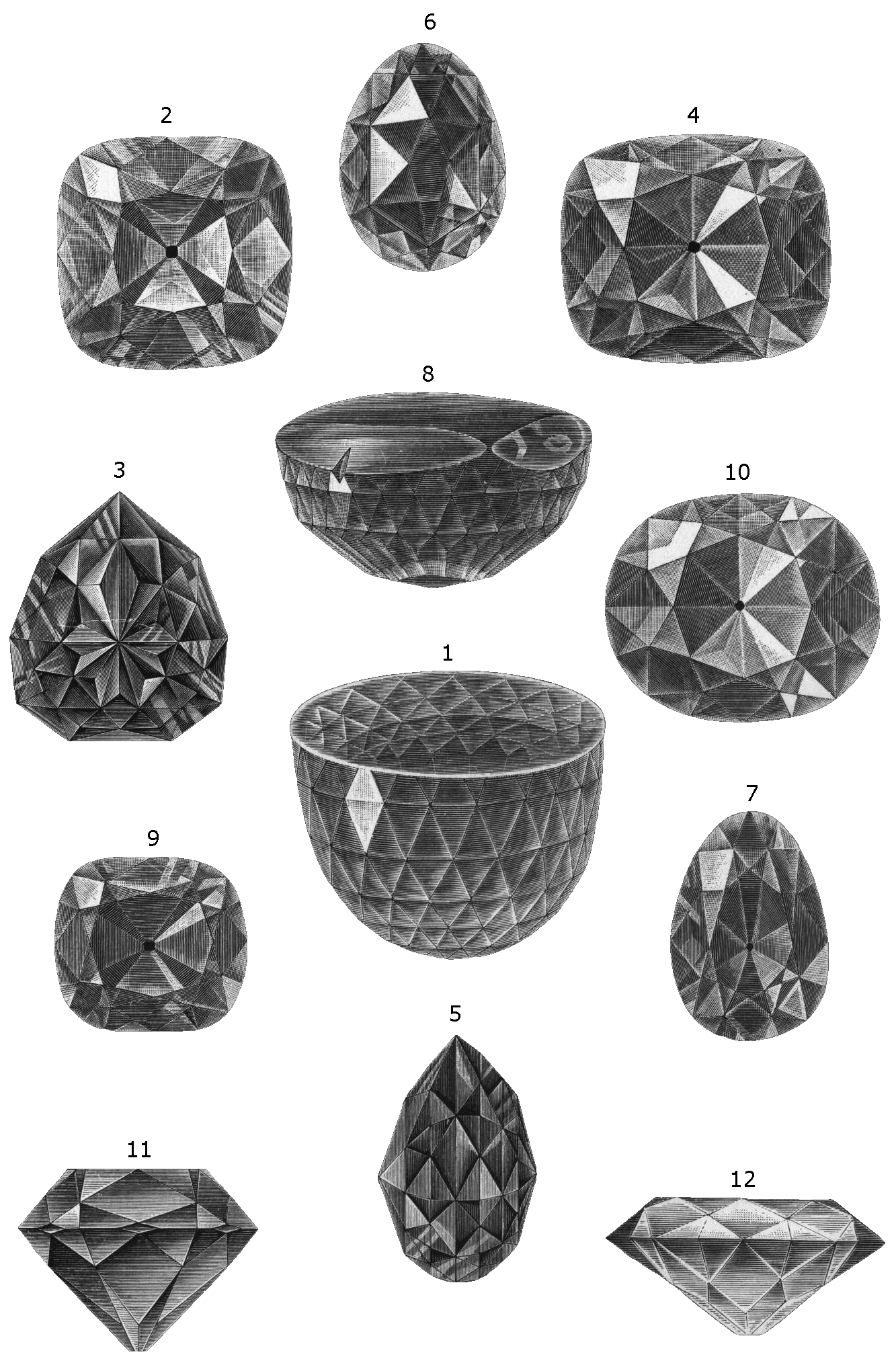
Najsłynniejsze diamenty świata: 1. Wielki Mogoł, 2. i 11. Regent, 3. i 5. Diament florencki, 4. i 12. Gwiazda Południa, 6. Sancy, 7. Drezdeński zielony diament, 8. i 10. Koh-i-noor ze starym i nowym szlifem, 9. Hope

Sancy – ponad 55-karatowy najczystszej wody diament indyjski.
Dostał się w XV w. do Europy, do rąk księcia Burgundii Karola Zuchwałego, który nigdy się z nim nie rozstawał (wierzył, że diament ten chroni go przed chorobami i ranami na polu bitwy). Gdy Karol Zuchwały zginął w bitwie pod Nancy, jego ciało zostało obrabowane przez jakiegoś żołnierza, który znaleziony kamień sprzedał za niewielką kwotę. 
Kamień ten przechodził z rąk do rąk. Należał do króla Portugalii, później do barona Sancy (stąd nazwa), wreszcie do króla angielskiego Jakuba I. Król Jakub II uciekając do Francji zabrał kamień, a gdy miał kłopoty pieniężne sprzedał go kardynałowi Mazarin. 
Później diament dostał się w posiadanie Ludwika XVI. W 1791 jego wartość została oszacowana na przeszło milion franków. W 1792 r., w czasie rewolucji zaginął wraz z innymi klejnotami królewskimi. 
Został odnaleziony w skarbcu hiszpańskim aż wreszcie został sprzedany rosyjskiemu księciu Demidowowi. 
Obecnie stanowi własność Luwru.